# Temporada 1967-68 de los Chicago Bulls
La temporada 1967-68 fue la segunda de los Chicago Bulls en la NBA. La temporada regular acabaron con 29 victorias y 53 derrotas, ocupando la cuarta posición de la División Oeste y clasificándose para los playoffs, donde perdieron en semifinales de división ante Los Angeles Lakers.

## Elecciones en elDraft
| Ronda | Puesto | Jugador      | Posición | Nacionalidad   | Universidad      |
| ----- | ------ | ------------ | -------- | -------------- | ---------------- |
| 1     | 3      | Clem Haskins | G        | Estados Unidos | Western Kentucky |
| 2     | 15     | Byron Beck   | F/C      | Estados Unidos | Denver           |
| 4     | 34     | Jim Burns    | G        | Estados Unidos | Northwestern     |

## Temporada regular
| División Oeste           | División Oeste | División Oeste | División Oeste | División Oeste | División Oeste | División Oeste | División Oeste | División Oeste |
| Equipo                   | G              | P              | %              | PD             | Casa           | Fuera          | Neutral        | Div            |
| ------------------------ | -------------- | -------------- | -------------- | -------------- | -------------- | -------------- | -------------- | -------------- |
| x-St. Louis Hawks        | 56             | 26             | .683           | –              | 25–7           | 22–13          | 9–6            | 31–9           |
| x-Los Angeles Lakers     | 52             | 30             | .634           | 4              | 30–11          | 18–19          | 4–0            | 28–12          |
| x-San Francisco Warriors | 43             | 39             | .524           | 13             | 27–14          | 16–23          | 0–2            | 24–16          |
| x-Chicago Bulls          | 29             | 53             | .354           | 27             | 11–22          | 12–24          | 6–7            | 11–29          |
| Seattle SuperSonics      | 23             | 59             | .280           | 33             | 10–21          | 7–24           | 6–14           | 15–25          |
| San Diego Rockets        | 15             | 67             | .183           | 41             | 8–33           | 4–26           | 3–8            | 11–29          |

## Playoffs

### Semifinales de División
Los Angeles Lakers vs. Chicago Bulls 
| Fecha       | Partido                                   | Ciudad      |
| ----------- | ----------------------------------------- | ----------- |
| 24 de marzo | Los Angeles Lakers 109, Chicago Bulls 101 | Los Ángeles |
| 25 de marzo | Los Angeles Lakers 111, Chicago Bulls 106 | Los Ángeles |
| 27 de marzo | Chicago Bulls 104, Los Angeles Lakers 98  | Chicago     |
| 29 de marzo | Chicago Bulls 87, Los Angeles Lakers 93   | Chicago     |
| 31 de marzo | Los Angeles Lakers 122, Chicago Bulls 99  | Los Ángeles |
|             | Los Angeles Lakers gana las series 4-1    |             |

## Estadísticas
| Rk | Jugador         | Edad | P  | PT | MP   | TC  | TCI  | %TC  | TL  | TLI | %TL  | RB   | AS  | FP  | PTS  |
| 1  | Bob Boozer      | 30   | 77 |    | 38.8 | 8.1 | 16.4 | .492 | 5.3 | 6.9 | .768 | 9.8  | 1.6 | 3.0 | 21.5 |
| 2  | Guy Rodgers     | 32   | 4  |    | 32.3 | 4.0 | 13.5 | .296 | 2.3 | 2.8 | .818 | 3.5  | 7.0 | 2.8 | 10.3 |
| 3  | Jerry Sloan     | 25   | 77 |    | 31.9 | 4.8 | 12.5 | .385 | 3.8 | 5.0 | .749 | 7.7  | 3.0 | 3.8 | 13.3 |
| 4  | Jim Washington  | 24   | 82 |    | 30.8 | 5.1 | 11.2 | .457 | 2.3 | 3.3 | .682 | 10.1 | 1.4 | 2.8 | 12.5 |
| 5  | Keith Erickson  | 23   | 78 |    | 28.9 | 4.8 | 12.1 | .401 | 2.5 | 3.3 | .755 | 5.4  | 3.4 | 3.5 | 12.2 |
| 6  | Flynn Robinson  | 26   | 73 |    | 27.8 | 6.0 | 13.7 | .441 | 3.9 | 4.7 | .828 | 3.7  | 2.9 | 2.5 | 16.0 |
| 7  | McCoy McLemore  | 25   | 76 |    | 27.6 | 4.9 | 12.4 | .398 | 2.8 | 3.6 | .779 | 5.7  | 1.7 | 2.9 | 12.7 |
| 8  | Erwin Mueller   | 23   | 35 |    | 23.3 | 2.6 | 6.7  | .387 | 1.3 | 2.3 | .561 | 4.8  | 2.2 | 2.2 | 6.5  |
| 9  | Reggie Harding  | 25   | 14 |    | 21.8 | 1.7 | 5.1  | .338 | 1.2 | 2.4 | .515 | 6.7  | 1.3 | 2.5 | 4.6  |
| 10 | Barry Clemens   | 24   | 78 |    | 20.9 | 3.9 | 8.6  | .449 | 1.6 | 2.2 | .724 | 4.8  | 1.3 | 2.9 | 9.3  |
| 11 | Clem Haskins    | 24   | 76 |    | 19.4 | 3.6 | 8.6  | .420 | 1.8 | 2.7 | .658 | 3.0  | 2.2 | 2.3 | 8.9  |
| 12 | Jim Barnes      | 26   | 37 |    | 19.2 | 3.2 | 7.1  | .455 | 2.0 | 2.8 | .718 | 5.5  | 0.8 | 3.5 | 8.5  |
| 13 | Ken Wilburn     | 23   | 3  |    | 8.7  | 1.7 | 3.0  | .556 | 0.3 | 1.3 | .250 | 3.3  | 0.7 | 1.3 | 3.7  |
| 14 | Dave Schellhase | 23   | 42 |    | 7.2  | 1.1 | 3.3  | .341 | 0.5 | 0.9 | .526 | 1.1  | 0.9 | 1.0 | 2.7  |
| 15 | Craig Spitzer   | 22   | 10 |    | 4.4  | 0.8 | 2.1  | .381 | 0.2 | 0.3 | .667 | 2.4  | 0.0 | 0.4 | 1.8  |
| 16 | Jim Burns       | 22   | 3  |    | 3.7  | 0.7 | 2.3  | .286 | 0.0 | 0.0 |      | 0.7  | 0.3 | 0.3 | 1.3  |

## Galardones y récords
| Jugador    | Galardón |
| Bob Boozer | All-Star |